# جولشاه جوموشاي
جولشاه جوموشاي (بالتركية: Gülşah Gümüşay)‏ مواليد 22 فبراير 1989 في أضنة، هي لاعبة كرة سلة تركية. بدأت مسيرتها الاحترافية في سنة 2008. تلعب مع نادي غلطة سراي لكرة السلة للسيدات في الدوري التركي لكرة السلة للسيدات. يبلغ طولها 5 قدم 11 بوصة (1.8 م). لعبت سابقا مع نادي بوتاش الرياضي.

## روابط خارجية
- جولشاه جوموشاي على موقع الاتحاد الدولي لكرة السلة (الإنجليزية)
- جولشاه جوموشاي على موقع كرة السلة الأوروبية.كوم (الإنجليزية)
- جولشاه جوموشاي على موقع بروبوليرز (الإنجليزية)